# Typhloreicheia martanensis
Typhloreicheia martanensis is een keversoort uit de familie van de loopkevers (Carabidae). De wetenschappelijke naam van de soort is voor het eerst geldig gepubliceerd in 2007 door Magrini & Degiovanni.